# Drumma Boy
Drumma Boy, właściwie Christopher James Gholson – amerykański producent muzyczny i raper pochodzący z Memphis w stanie Tennessee.

## Wyróżnienia
Drumma Boy został laureatem "Best Indie Producer of the Year" w 2009 i w 2010 roku "Southern Entertainment Awards". Otrzymał nominację do nagrody "Producenta Roku" (ang. "Producer of the Year") w 2008 roku na Ozone Awards. Jego podkłady muzyczne tzw. "bity" zostały nominowane do nagrody Grammy w 2009 roku, w tym za najlepszy rapowy album (ang. "Best Rap Album") razem z raperem T.I. - Paper Trail i za singiel Put On Young Jeezy'iego i Kanye Westa - "Najlepszy Duet Rap" (ang. "Best Performance by a Rap Duo"). 

## Dyskografia
- Welcome II My City (Drum Squad Records, 2009)
- The Birth of D-Boy Fresh (Drum Squad Records, 2011)
- Welcome To My City 2 (Drum Squad Records, 2012)
- Welcome To My City 3 (Drum Squad Records, 2014)